# Campylotropis yajiangensis
Campylotropis yajiangensis är en ärtväxtart som beskrevs av Pei Yun Fu. Campylotropis yajiangensis ingår i släktet Campylotropis och familjen ärtväxter.

## Underarter
Arten delas in i följande underarter:
- C. y. deronica
- C. y. yajiangensis